# NordGen
Nordgen of Nordic Genetic Resource Center (Genetisch onderzoekscentrum van de Noordse Landen) is een samenwerkingsverband van de Noordse Staten dat conform het Biodiversiteitsverdrag van de Verenigde Naties zorg draagt voor het behoud en duurzaam gebruik van planten, boerderijdieren en bossen. Het centrum is gevestigd in Skåne Alnarp, waar zich ook het Nordgen Plant-centrum bevindt. De boerderijdieren- en bosafdelingen van Nordgen zijn in Ås (niet ver van Oslo) gevestigd.
Nordgen wordt beheerd en gefinancierd door de Noordse Raad van ministers. Het kwam op 1 januari 2008 tot stand door een fusie van de Nordic Gene Bank Farm Animals, de Nordic Gene Bank en de Noordse Raad voor bosbouwkundig teeltmateriaal. De fusie had als doel om de toen al dertig jaar durende samenwerking tot behoud van genetische hulpbronnen voor voeding en landbouw in de Scandinavische regio kracht bij te zetten. NordGen beheert ook de Wereldzadenbank op Spitsbergen, waar genetisch zadenmateriaal uit de hele wereld ligt opgeslagen. Als een van 's werelds belangrijkste kenniscentra op dit gebied moet Nordgen ervoor zorgen dat de mondiale biodiversiteit behouden blijft. Nordgen publiceert papers, doet onderzoek en beheert databases.